# シボレー・コルヴェア
シボレー・コルヴェア（Chevrolet Corvair）は、1960年から1969年モデルイヤーまでゼネラルモーターズ（GM）のシボレー・ディビジョンで製造されたコンパクトカー（compact car）である。
斬新で個性的なデザインと共に、技術的には、フロントエンジン車が一般化した1900年代後半以降の米国製量産車の中で例外的にリアエンジン方式を採用したこと、また1934年に製造終了したフランクリン車以来のアメリカ製空冷エンジン量産車として特筆されるが、それ以上に、初期モデルにおける操縦安定性の欠陥疑惑について社会活動家ラルフ・ネーダーらから1960年代中期に告発され、社会的に大きな論議を呼んだことで、自動車の欠陥と、これに対する自動車メーカーの姿勢を問うアイコンとして後世まで記憶される存在となっている。
当初コルヴェアは経済的なファミリーカーのセダンとして市場に導入されたが、1960年代半ばにバケットシートを備えた5座クーペのモンツァが導入されると新しいスポーティーカーのニッチ市場を形成、これは1964年のフォード・モーター社が生産するマスタングの登場に影響を与えた。モンツァ・スパイダーと後のコルサ（Corsa） シリーズは最初にターボチャージャー付エンジンを備える米国車となった。コルヴェアの名称は「グリーンブライア」（Greenbrier）と呼ばれる乗用車仕様のコンパクトバン（compact van）にも与えられ、当初は「コルバン 95」（"Corvan 95"）パネルバンや2種類の2ドアピックアップトラックでも使用された。

## コンパクト
コルヴェアは1950年代末期、アメリカ自動車業界で競合するフォード・ファルコンやプリムス・ヴァリアントと同様に、新しいコンパクトカー・クラスに参入したうちの1台であった。これらの新型車は、フォルクスワーゲン、ルノーやその他のヨーロッパから輸入される小型で燃費性能に優れた車が、1950年代中期以降に北米市場でシェアを広げ、米国メーカーの大衆車シェアを蚕食するようになった状況への対策として開発提供されたのである。
ファルコンやヴァリアントは、軽量化のためダウンサイジングやモノコック構造の導入などは試されていたものの、各々自社の稼ぎ頭であるフルサイズ車の購買層を惹きつけようと、基本は水冷直列6気筒フロントエンジン・固定軸リアドライブの保守的構造であったが、コルヴェアはボルボやフォルクスワーゲンと同時に、米国資本の中堅ながら小型車市場への早期参入で成功していたナッシュ・ランブラー（Nash Rambler）のような車の購買層を奪い取ろうとして、空冷リアエンジン方式に代表される、通常とは大いに異なる構造を持っていた。
保守的なモデルに飽き足りないその種の車の購買層は、シボレーでも大型のビスケイン（Chevrolet Biscayne）のような（典型的な）フルサイズ米国車を購入しようとは考えなかったらしく、コルヴェアの販売がビスケインの販売の足を引っ張ることはなかった（対してフォードの場合は、コンパクトなファルコンが好成績を上げる一方で巨大化していたフルサイズ・フォード車の顧客がファルコンに逸走するという事態を引き起こし、マーケティングの問題となった）。結果としてコルヴェアの販売は、シボレーにとってほとんど全く「新しい事業」（を開拓した）と言えるものであった。ただし、コルヴェアの販売台数はファルコンに及ばず、1961年9月にはファルコンをベンチマークとしたフロントエンジンのコンパクトカー、シェヴィー IIを緊急開発で送り出すことになった。
コルヴェアをベースに、ポンティアック版のポラリス（Polaris）が提案されたが市販化されず、その代わりにより一般的な構造のテンペスト（これはこれで相当に特異な設計であったが）が生産された。空冷リアエンジン方式はGMにおいてはコルヴェア系のみでの採用に終わり、同時期にGMが手掛けた中型・小型モデルであるシェヴィー II/ノヴァ、ポンティアック・テンペストや、後のサブコンパクトカーのシボレー・ヴェガ（Chevrolet Vega）といった車は車体前部に水冷の直列エンジンを搭載した、一般的形式の小型版であった。

## 歴史

### 初期
コルヴェアの名称は、元々コルベットを基にした1954年のファストバック形状のショーカーに用いられたものである。ノマドを含めてこの時期のシボレーのショーカーはシボレー製のスポーツカーを基にしていた。
コルヴェア（となる新型コンパクトカー）の企画は1950年代にシボレーのチーフ・エンジニアで支配人の立場にあったエド・コール（Ed Cole）に支持され、当時増大していた小型・軽量のヨーロッパ製輸入車の人気に対する、米国大手メーカー側からの最初の回答であった。1956年に設計が始まり、第1号車は1959年に1960年モデルとして工場から出荷された。2台のコルヴェアがリバーサイドのリバーサイド・インターナショナル・レースウェイで24時間の走行テストにかけられ、1台は横転したがもう1台は完走、エンジンオイルを1クォート (0.95 L)しか消費しなかった。コルヴェアは1960年に公開され、女優のシャーリー・ボンヌ（Shirley Bonne）が最初のモデルを披露した。

### 概要

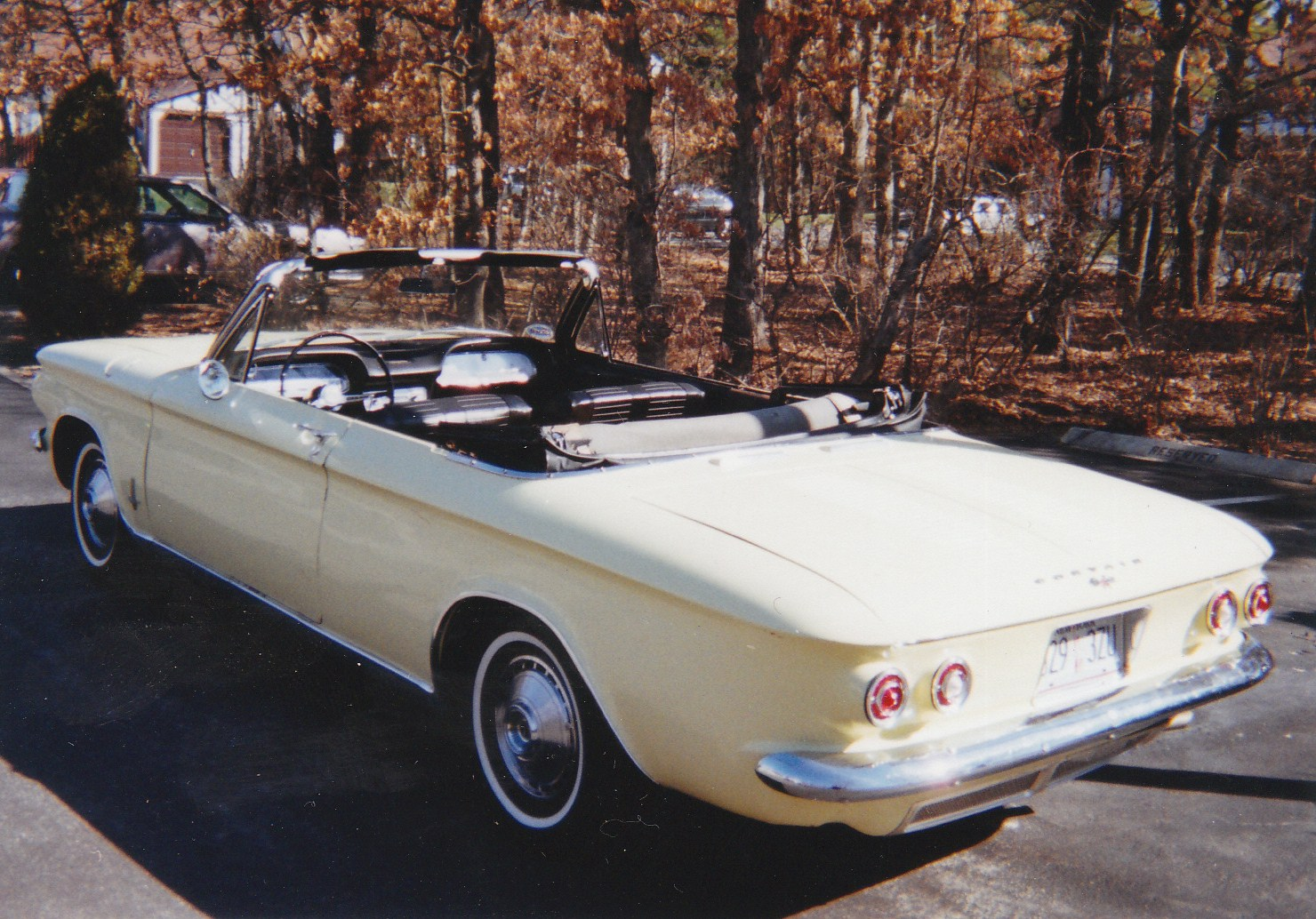
1964年モデルのコルヴェア モンツァ コンバーチブル

コルヴェアは最初の6年間のモデルイヤーを通じて年間販売数20万台を達成し、当時のシボレーの車としては成功作であった。コルヴェアはデトロイト製の量産車としてはモノコック構造に先鞭をつけた代表であり、当時としてはその形式として最も成功した車で、1960年モデルから1969年モデルまでに178万6,243台が生産された。本格的な一体成形ボディ構造であり、ガラスとドアの形状で構造上の剛性を担っていた。コンバーチブル モデルでは、鋼板製の屋根が担っていた分の剛性を補強するために車体下面に特別な補強材が溶接された。フロントグリルが不要なボディスタイルは、フロントノーズからボンネット、ドア回り、リアエンジンフードとそのテールまで、ショルダーライン全周を巡らせたプレスの線を用いて、もともと低くフラットなシルエットを更に強調したものである。クロームメッキの装飾を抑制しながら洗練されたスタイリングに仕上げられたコルヴェアのモチーフは、これより後に発表されたより小型のヨーロッパ車や日本車のデザインに、多数のフォロワーを出現させた。
シボレーは熟慮して、コルヴェアを保守的な既存シボレー車からの革新的な出発点として設計した。リアエンジン配置は大きな室内空間と経済性を提供し、低いシルエットと室内の平床化を実現する。前輪荷重が小さいのでパワーステアリングが不要であり、（前方から車内空間を吹き抜けるエンジンの熱が無いおかげで）エアコンの必要性を減らし、乗心地、トラクションとブレーキ・バランスを劇的に改善した。それまでと革新的に異なる設計は他メーカー（主に輸入車）の購買層をも惹きつけたが、これは重要ではあるがしばしば軽視されがちなこの車の成功の要因であった。
コルヴェアの技術的な成り立ちは、その他の米国車とは際立って異なっていた。コルヴェアはGMの革新的なY-ボディ（1965年以降は"Z"-ボディ） シリーズの1台であったが、フォルクスワーゲン・タイプ1やポルシェ・356のようなエンジンの設計とその配置場所のために、その他のY-ボディ車ともかけ離れていた。アメリカ市場での乗用車におけるリアエンジン方式採用例は、1948年のタッカー・トーピード（Tucker Torpedo）が存在するが、51台製造されただけで本格量産は頓挫しており、コンセプトへの影響はむしろフォルクスワーゲンからの方が遥かに大きいと考えられる。

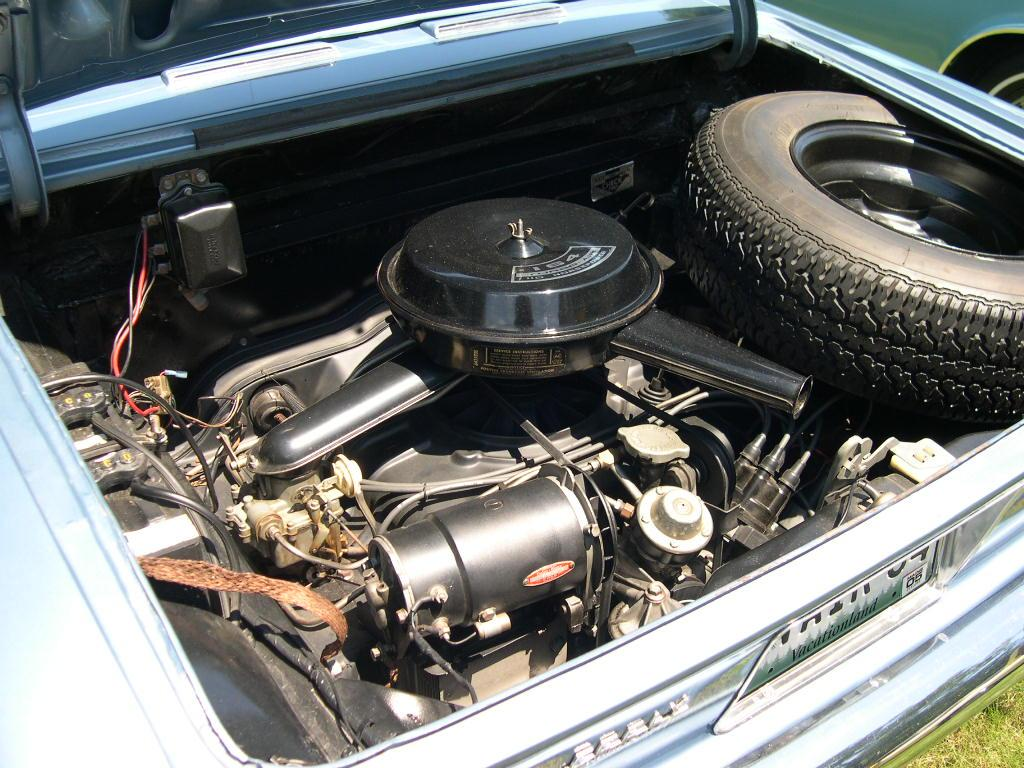
コルヴェアの革新的な水平対向6気筒 エンジン

コルヴェアのエンジン（Corvair engine）は、排気量140 cu in (2.3 L) のアルミニウム製、水平対向6気筒の空冷エンジンであった。初期の出力は80 hp (60 kW) だったが、1965 - 66年モデルのコルサ仕様に設定されたオプションエンジンでは、ターボを装着し180 hp (134 kW) を発揮した。
第1世代モデルが後輪に採用したスイングアクスル式サスペンションは、遡ればオーストリアの技術者エドムンド・ルンプラー（Edmund Rumpler）が1903年に考案した簡略な独立懸架の手法であり、この面でもフォルクスワーゲンのフォロワーというべき例であった。乗心地は良かったが、やがて操縦安定性に関連した安全性への懸念が持ち上がり、1965年モデルでコルベット スティングレーのものに似た、複数のジョイントを備える進歩した独立懸架に変更された。

### 末期
ラルフ・ネーダーの著書『どんなスピードでも自動車は危険だ』（Unsafe at Any Speed）の「スポーティ・コルヴェア」の章で安全性の問題が槍玉に挙げられ、この中で1960 - 63年モデルのコルヴェアが劇的なケース・スタディとして採り上げられた。ネーダーは、コルヴェアがスイングアクスル式後輪サスペンションによりコントロールを失い、スピン、更には横転する傾向があると主張した。1965年にこの本が出版されると、問題がどの程度のものかが知られていなかったにも関わらず、コルヴェアの販売の低下に影響を与えた。
著名なGM歴史家のデーヴ・ニューウェル（Dave Newell）によると、シボレーは1966年モデル以後のコルヴェアの販売を止めようと計画していたという。開発と技術変更の作業は1966年で停止され、第2世代の車に施されるそれ以降の再設計は、主に連邦規制で必須の環境性能と安全性能に対応する、マイナーチェンジ水準の手直しに留まった。ネーダーの著作がきっかけでコルヴェアへの評価は急落し、GMも厳しい立場におかれたが、「ネーダーによる圧力に屈した」と世間に見られることを恐れたため、コルヴェアの生産は1969年まで（徐々にフェードアウトしながらも）続行された。
コルヴェアは、フォード・マスタング、シボレー自身のカマロやその他の「ポニーカー」（pony cars）と呼ばれる車種（皮肉にもこの市場は1960年の「コルヴェア モンツァ」が先駆的存在であった）といった競合車の増加に直面した。
また、GM社内でも独自設計部位の多いコルヴェアは生産コストが高くついたが、反面そのコンパクト級の車格上、販売現場で高い価格をつけることはできず、シボレーにとっては（多くのコンポーネンツを他車種と共用して開発・製造コストを抑えられる）コルベットのように高い収益を上げる車種ではなかった。GM、特にシボレー・デヴィジョンの支配人ジョン・デロリアン（John DeLorean）のこの車に対する関心の低下と、1967年モデル以降コルヴェアの宣伝活動が完全に無くなったことはシボレーの当初の計画を明示しており、さらにモデルチェンジした1968年モデルの宣伝ではコルベット、シェベル（Chevelle）、シェヴィー II/ノヴァの3車種を優先する会社方針もこれを反映していた。
最終年となった1969年、コルヴェアはある自動車雑誌から「亡霊」（"the phantom"）と言及され、シボレーのコルヴェア1969年モデルの（たった4ページの）カタログは「請求分のみ」とされた。GMは1969年モデル発表に当たって、政府の規制に1年先駆け、ほぼ全車種のモデルにステアリング・ロック機構を装備、新しい四角い形状のイグニッション・キー用挿入口をステアリングコラムに装備した。だが全GM車の中でコルヴェアのみ、イグニッション・キーの挿入口がダッシュボード上に残されたままであった（キーのみがこの新形状に変更された）。
この年、僅か6,000台のみが生産されたコルヴェアは、受注状況が好調のノヴァ（同じ工場内で生産）の生産のため、1968年11月から1969年5月にかけて工場内の生産ラインとは別の区域で、コルヴェア専業チームにより事実上ハンドメイドで組み立てられた。

## 世代

### 初代（1960年 - 1964年）
1960年モデルの初期の4ドア・セダンの500と700シリーズは、ベース・モデルの500を2,000 USドル以下の競争力ある価格とするために、快適装備のほとんど無い経済車として考えられていた。
80 hp (60 kW) のエンジンと3速マニュアルトランスミッション（MT）、または2速のパワーグライド（Powerglide）オートマチックトランスミッション（AT）を備えたコルヴェアは、小さなエンジンに応じた小型化と軽量化が図られ、加速性能はフルサイズ車シボレー・ビスケインのベーシックな6気筒モデルに比肩するように設計された。スペース効率の面ではリアエンジン車の特徴が活かされ、4ドアセダンモデルの場合、ドア長さで比較すればフルサイズ車と比較してもさほど遜色がない居住スペースが確保されていた。リアエンジン車の多くに共通する傾向として、当初は前部トランクルームにスペアタイヤを搭載しており、1960年1月に導入された2ドア･モデルには荷物の収容能力改善策として折り畳み式後部座席が設えられた。
車室内の暖房用に、荷室内のスペアタイヤ横にガソリン燃焼式ヒーター（gasoline heater）が備えられていたが、これは寒冷時でも水冷エンジン車のような暖機運転なしで即座に温風が出る反面、燃料は走行用のガソリンと共用したため、長い冬や寒い日の燃費が悪化すると感じたユーザーには不評であった。
バリエーションの充実が進められ、実用的なベンチシートのセダンとクーペに加えて、バケットシートを備えた内装のより豪華な「モンツァ」こと900が追加された。このモデルは1960年の春にショウルームにお目見えした。モンツァには排気効率の良い排気管と合わせ、より鋭敏な設定のカムシャフトにより95 hp (71 kW)の出力を発生する強力エンジンとフルシンクロメッシュ機構付の4速MTという2つのオプションが設定されていた。市場導入が遅かったにもかかわらずモンツァは1万2,000台が販売され、最も人気のあるモデルとなった。
コルヴェアは1960年度の『モータートレンド』誌（Motor Trend）のカー・オブ・ザ・イヤー賞に選ばれた。
1961年モデルのモンツァは重点的に宣伝され、たびたび「貧者のポルシェ」として言及された。2ドア・クーペに加えモンツァ・シリーズは4ドア・セダンにも拡大され約14万4,000台が販売された。

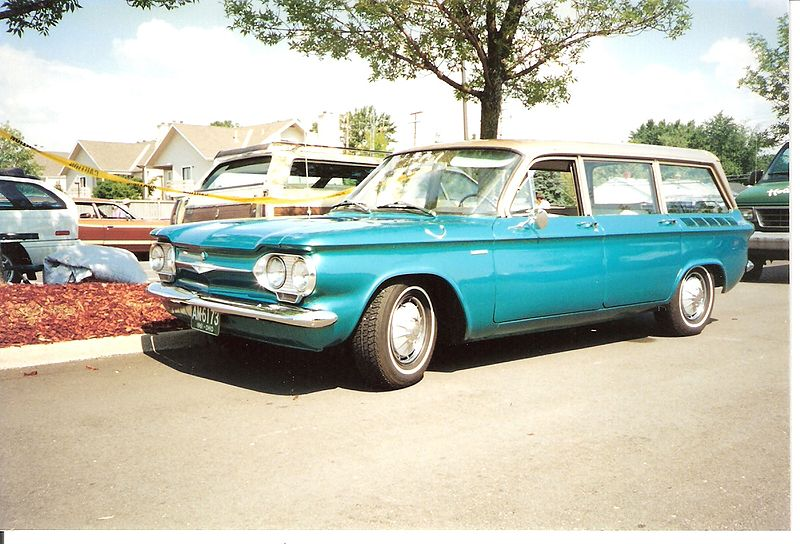
1961年モデル レイクウッド ステーションワゴン

派生モデルとして、水平対向6気筒エンジンを荷室の「下」に押し込んだステーションワゴンのレイクウッド（Lakewood）が1961年に追加された。レイクウッドは車室内に58 ft3と車体前部の「トランク」に10 ft3の合計68 ft3 (1.9 m3) の荷室を確保していた（水平対向エンジンのコンパクトさを利用したこの設計は、ほぼ同時期のフォルクスワーゲン・タイプ3とも類似する）。1961年モデルには4速MTのオプションも追加された。コルヴェアのエンジンは初めてボアを僅かに拡大されて145 cu in となった。モンツァに搭載されたベースエンジンはMTとの組み合わせではいまだに80 hp (60 kW)、オプションのATとの組み合わせでは84 hp (63 kW)、高性能エンジン版は98 hp (73 kW)であった。
前部荷室を拡大するため、エアコンを装着していない車のスペアタイヤはエンジンルームに移され、燃焼式ヒーターの不評対策としてシリンダーヘッドから室内へ暖気を導入するダクト・システムに置き換えられたが、燃焼式ヒーターも1964年モデルまでオプションで設定されていた。
コルヴェアは工場装着のエアコンを提供した初めてのコンパクトカーであり、1961年モデルの途中から全天候型エアコン（All Weather Air Conditioning）がオプション設定された。大型のコンデンサーが水平のエンジンファンの上に寝かせて配置され、大きな緑色に塗装された標準のGMフリッジデアー（Frigidaire）・エアコンディショニング・コンプレッサーの逆回転版が使用された。エヴァポレーター本体はダッシュボードの下に備えられ、吹き出し口はラジオの周りに配された。全天候型エアコンは搭載空間が干渉するためワゴン、グリーンブライア/コルヴェア95や後に導入されたターボチャージャー付のモデルには装着できなかった。
さらにシボレーは、コルヴェアのコンパクトな駆動系を利用し、フォルクスワーゲン・タイプ2と同様に運転手が前輪の上に座るキャブオーバー型の小型トラック「コルバン95」シリーズを導入した。

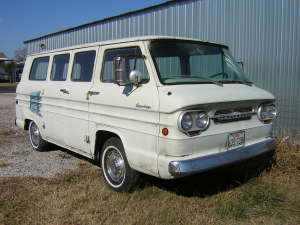
グリーンブライア

「グリーンブライア・スポーツワゴン」（Greenbrier Sportswagon）」は「コルバン95」パネルバンと同じボディに側面ウインドウ・オプションを付けたものを使用していたが、市場ではステーションワゴンとして販売され、内装や塗装のオプションは乗用車と類似のものが提供された。この車は米国で最初のミニバンとして語られている。「コルバン95」にはピックアップトラック版も生産され、この「ロードサイド」（Chevrolet Loadside）は、リアエンジン、キャブオーバーと荷台の中間にある窪みを除けば当時の典型的なピックアップであった。人気のあった「ランプサイド」（Chevrolet Rampside）は、その名称から連想されるようにピックアップの荷台の側面に大きな作り付けのランプドアを備えていた。ランプサイドは荷台から電話線のリールの積み降ろしがし易いことからベルシステムで使用された。
しかしコルヴェアベースの商用車の事業者向け販売は、競合するフォード車よりも約100 USドル高い価格のため、概して振るわなかった。フォードはコルバンに競合する車種として、やはりキャブオーバー式で「ファルコン」系6気筒エンジンを流用した新しいフロントエンジン商用車「エコノライン」を1960年に市場に送り出していた。フロントシート下エンジンのエコノラインは、前後ともリーフスプリング支持の固定軸装備、量産規模の大きな大小の水冷直列6気筒エンジン（ファルコン用とフルサイズ車用の流用）の選択が可能で、後尾フロアはコルバンのようにエンジンに占有されず広く、製造コストが安い分コルバンより割安だった。もし同じ予算で25台のコルバントラックを購入した場合、フォード・エコノラインであればもう1台を余分に買える計算になった。
こうしてシボレーは、コンパクトカーのカテゴリーでコルベアが一般的設計のファルコンに遅れをとり、同様にコンベンショナルなシェビーIIの急造を強いられたのと同じ轍を小型商用車でも踏んでしまい、1964年にはエコノラインに類似した設計でシェビーIIのエンジンをフロントに積んだ商用車シボレーバン（Chevrolet Van）を発売しての対抗を強いられた。コルヴェア系の商用車は1965年で廃止された。

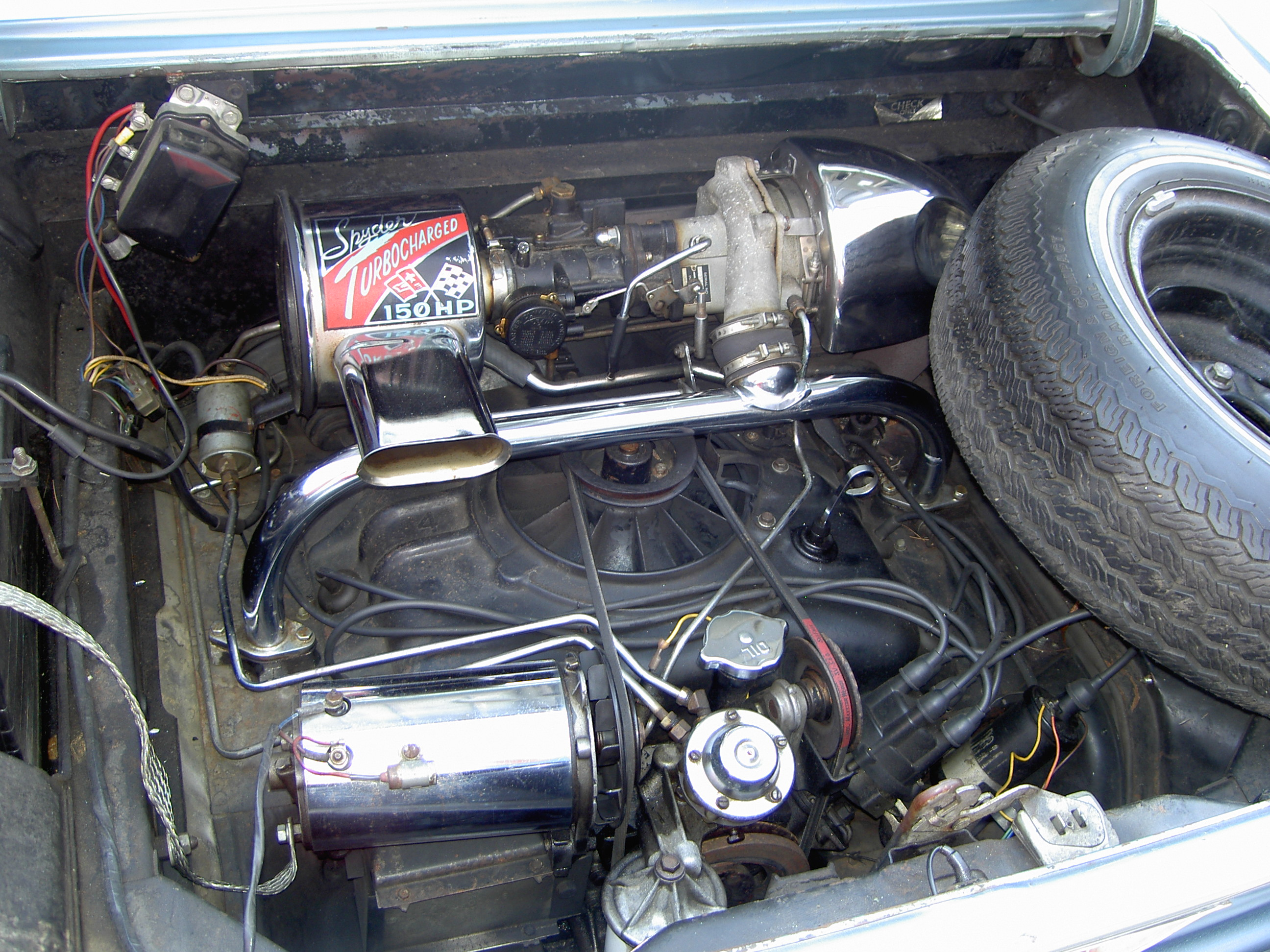
コルヴェア スパイダーのターボチャージャー付きエンジン

1962年、コルヴェアは同じ年のオールズモビル・F85（Oldsmobile F-85）「ターボ・ジェットファイアー」（Turbo Jetfire）と共に、工場装着オプションとしてターボチャージャーを装着した、最初の2台の量産モデルの一方となった。シボレーは150 hp (112 kW)のターボチャージャー・エンジン「モンツァ・スパイダー」オプションを、まずモンツァ・クーペ、さらに62年の半ばにコンバーチブルに導入した。モンツァ・スパイダーは、タコメーター、シリンダーヘッドの温度計と吸気管の圧力計を備えたマルチゲージ計器盤を持ち、高性能エンジン版にはフェンダー上に「Spyder」の文字とエンジン・フード上に「Turbo」のロゴが追加された。
ただしコルヴェアにターボチャージャーが採用された背景には、オールズモビル同様な先行的実験要素のほか、「専用の空冷水平対向6気筒エンジンを基本としたパッケージングのため、後から採り得るパワーアップ手段が限られていた」事実があったことも否めない。当時における通常のアメリカ製水冷フロントエンジン車のような「廉価・実用モデル＝直列6気筒」「ハイパフォーマンスモデル＝大排気量のV型8気筒」というエンジンラインナップを活かした作り分けが、コルヴェアはリアの狭いエンジンルームと前後重量バランスの問題から採用できなかった。またコルヴェアエンジンの大幅な排気量増大や8気筒化なども現実的でなく、パワーアップには若干の排気量拡大以外、大容量キャブレターや過給機の搭載などの追加的チューンアップしか手立てがなかったのである。
500 ステーションワゴンはモンツァ・ワゴンが導入されると同時に廃止されていたが、コンバーチブルやシェビーII（同じ工場で生産された）といった新しいモデルが導入されたため、全てのステーションワゴンは年の半ばに廃止された。1962年モデルでは自動隙間調節式ブレーキが新しく装着された。焼結ブレーキ・ライニングと前輪のアンチロールバー付きのヘビーデューティ仕様のサスペンション、リアアクスル・リミット・ストラップ、スプリング・レートの見直しと再適正化されたショックアブソーバーといったものがオプション装備として設定された。

モンツァ・クーペは最も人気のモデルとなり、1962年モデルでは総生産台数29万2,531台のコルヴェア中15万1,738台がモンツァ・クーペであった。
コルヴェアの1963年モデルでは燃料消費率を改善するために3.08の高いギア比が選べたが、その反面、内装と技術的な変更はごく僅かで、大部分は前年モデルから引き継いだものであった。「ロードサイド」ピックアップはこの年を最後に廃止された。
1964年モデルでは顕著な機構上や安全装備の変更が行われた一方で、ボディや提供されるモデルは前年と同じであった。1964年モデルイヤーは、エンジンがストロークを延ばしたために145から164 cu in (2.3 から 2.7 L) へ排気量を拡大、ベースエンジンの出力は80から95 hp (60から70 kW) へ、高性能版は95から110 hp (70から80 kW) へ強化された。スパイダーのエンジンは排気量が拡大されたにもかかわらず150 hp (112 kW)のままであった。
この1964年モデルでは後輪のスイングアクスル式サスペンションに改良が加えられ、横置きのリーフスプリングが追加されて、後輪のロールを減らし、ニュートラルな操縦性を高めることに貢献、エンジン重量による高い重心位置に対処した。以前のモデルに比べて前後輪のバネレートを柔らかくすることができた。ヘビーデューティ仕様のサスペンションはオプションから落とされたが、全てのモデルで前輪のアンチロールバーが標準装備とされた。ブレーキは後輪が放熱フィン付きドラムブレーキに改良された。残されていたピックアップトラックのランプサイドはこの年のモデルイヤーで廃止された。

### 2代目（1965年 - 1969年）
1965年モデルでコルヴェアには劇的なデザイン変更が施された。新しいボディスタイルはシボレー・コルベット スティングレーと1963年モデルのビュイック・リヴィエラ（Buick Riviera）の影響を受けた形状で、大人しい「コークボトル・スタイリング」（"coke bottle styling"）は続く15年の間GM車のデザイントレンドとなるものであり、続いて1967年モデルとして出現するシボレー・カマロを示唆するものであった。第2世代のスタイリングは登場した時点で時代とは隔絶していると評価され、第1世代と比較して現在でも通用すると考えられている。オリジナルの後輪スイングアクスル式サスペンションは、コルベットの物に似た完全独立懸架式に換えられた。
ベースの95 hp (71 kW) とオプションの 110 hp (82 kW) エンジンは1964年モデルから引き継がれた。新しいコルサ用には以前の150 hp (112 kW) スパイダー用エンジンが140 hp (104 kW) の自然吸気型エンジンに代替された。このエンジンは4連装のシングルスロート型キャブレターを装備した点が通常とは異なり、加えて大径バルブと2本出し排気管を備えていた。ターボチャージャー版の180 hp (134 kW) エンジンはコルサにオプションで設定され、標準が3速、オプション（92 USドル）で4速MTに提供された。140 hp (104 kW) エンジンはMTかパワーグライドAT付きで500とモンツァにオプションで設定された。
1965年モデルのコルヴェアには数多くの洗練された装備が備わっていた。コルサには標準でリセット可能なトリップメーター付き140 mph (230 km/h) 目盛りの速度計、6,000 rpm 目盛りの回転計、シリンダーヘッド温度計、秒針付きのアナログ時計、吸気管の負圧/圧力計と燃料計を備えた計器盤を持っていた。大幅に改善された暖房システム、シェヴェルから流用してきた大径ブレーキ、強化されたデフの歯車、「デルコトロン・オルタネーター」（Delcotron、ジェネレーターに替えて）を装備し、シャーシの大幅な改良が図られた。AM/FMステレオラジオ、ダッシュボード内蔵の全天候対応エアコン、伸縮調整式ステアリングコラムや特製高性能サスペンション、速いギア比のステアリングボックスから成る特製シャーシ装備（"Z17"）ハンドリング・パッケージ等が1965年モデルの目新しいオプション装備であった。
この時点でステーションワゴン、パネルバンとピックアップトラックといったボディは全て廃止され、1965年モデルは主に事業者ユーザーからの注文に支えられて1,528台が生産されたグリーンブライアの最後の年となった。1965年モデルのコルヴェアは結局23万5,528台が生産された。
シボレーはコルヴェアをベースにしたバンをシェヴィー IIの駆動系を流用した前エンジン/後輪駆動のシボレー・スポーツバン/GMC・ハンディバン（Chevrolet Sportvan/GMC Handi-Van）に代替した。
1966年モデルは本質的には1965年モデルから変更は無かったが、注目すべき唯一の変更点は他のGMの6気筒車が使用していたものよりも高い3.11:1 のギヤ比を持つ標準のサギノウ（Saginaw）製歯車を使用したより頑丈な4速シンクロメッシュMTを備えたことであった。新しい3速と4速のトランスミッションはより大きなトルクに対応しており、古い3速MTは1速にシンクロ機構が付けられ大幅に改良された。前輪サスペンションとボディ下部を覆い、横風の影響を減じるために柔軟プラスチック製エアダム（スポイラー）が車体前部の下に装着された。'66 - '69年モデルのテールライトのレンズはベゼルよりも突き出し、バックライトは内側のテールライトの中で目立たなくなった。車体前部では「ロックドア」エンブレム（トランクの施錠機構を覆っていた）が赤色から青色に変わり、幅が狭まったバーは尖った形状から先端まで曲線状につながるものとなった。「Corvair」のネームプレートはトランクリッド上から運転手側のヘッドライト・ベゼル横に移設された。
この頃、ラルフ・ネーダーの著書の影響と、最高出力が180 hp (130 kW) のコルヴェアに対して最高271 hp (202 kW) までのV8エンジンを搭載する新型マスタングとマスタングの直接競合車となるGM自身の新型車「パンサー」（後に発売されるカマロのコードネーム）の登場の噂でコルヴェアの販売数は下降し始めた。コルヴェアに対する更なる開発の打ち切りが決定され、このモデルイヤーの生産台数は10万3,743台に減少した。
1967年モデルではコルヴェア シリーズは500とモンツァのハードトップ・クーペとハードトップ・セダン、モンツァ・コンバーチブルが用意された。このモデルイヤーで初めて衝撃吸収式のステアリングコラムが装着された。警告灯付き2重回路式マスターシリンダー（Master cylinder）、強化ナイロン製ブレーキホース、強化鋼製（アルミ製に替えて）ドアヒンジ、「マッシュルーム」形の計器盤スイッチとプラスチック製枠の昼夜切り替えバックミラーが全てのモデルで標準装備となった。テールライトのレンズの形状は1966年モデルと同じであったがレンズ内部にあるクロームの輪（"wedding band"）が厚くなり（このディテールは博識なコルヴェア「マニア」のほとんどでさえ知らない）、この変更は生産終了のモデル末期まで続いた。シボレーはコルヴェアを含む全ての車種に5万-ml (8万 km) までのエンジン保証を導入した。1967年モデルではシボレーはまだカラー版ポスターやディーラーでの「I Love My Corvair」と書かれたバンパーステッカーの配布といった能動的な宣伝活動を行っていたが、生産数と販売数は激減し続けた。1967年モデルは僅か2万7,253台が生産されただけであった。
1968年モデルで4ドアのハードトップ・セダンが廃止され、500とモンツァのハードトップ・クーペ、モンツァ・コンバーチブルの3モデルのみが残された。今や標準装備となったエア・インジェクション・リアクター（「スモッグ・ポンプ」）の追加による熱負荷を考慮して、全天候エアコンがオプションから落とされたことでメーカーオプションのカーエアコンが一般的になりつつあった当時の時勢下での販売に悪影響を与えたかもしれない。GMマルチプレックス・ステレオシステム（GM multiplex stereo system）も新しい接続アダプターの形状が変更されたことによりコルヴェアの9ピンコネクターに接続できなくなったことで廃止された。ボディ側面のマーカーライト、屋根付きモデルのショルダーベルトといった追加の安全装備が各々の連邦規制に則り装着された。全ての宣伝活動は事実上停止され、1968年モデルの販売数は1万5,400台へ下降した。
最後のモデルイヤーの1969年モデルのコルヴェアは生産開始当初から組み立てられているミシガン州のウィローラン工場（Willow Run）でノヴァと共に生産された。6,000台生産されたコルヴェアのうち、モンツァ・コンバーチブルは僅か521台であった。ノヴァの受注が好調なことから、1968年11月にはノヴァを優先し、コルヴェアの組み立てを「コルヴェア・ルーム」と呼ばれる工場内の生産ラインから外れた特別の区画で行う決定が下され、これ以降1969年5月14日までコルヴェアの生産は専業チームの手で実質的なハンドメイドで行われた。組み立てられたボディがフィッシャー・ボディ（Fisher Body）から届き、生産ラインから外れた区画で組み立てられるのを待った。
幾人かのコレクターとGM幹部が、最後のコルヴェア（6000番）の購入に強い関心を示していたが、GM経営陣はオリンピック・ゴールド塗色のモンツァのハードトップ・クーペを売却しないことに決めた。最終艤装が施された6000番車が（ノヴァと共に）生産ラインから離れ、ディーラーへ送られる輸送貨車に載せられる時に催された小さな式典に、報道陣の代表者がGM幹部と共に出席した。しかし、この車は輸送貨車には載せられなかった。幾つかの記事ではこの車が工場の屋上まで運ばれ、テスト用に保管されている幾台かのコルヴェアと並べて駐車され、後にスクラップにされたと報じられた。この車がGMの重役の元へ行き、公表されていないという説もある。
コルヴェアの終焉に対する反応は、このような素晴らしい車が市場で生き延びられなかったことへの悲しみや後悔から、（ネーダーによる告発以降も）この「欠陥車」を造り続けたシボレーへの厳しい批判まで、様々であった。GMの社則では部外者による工場内における写真撮影は如何なる場合も禁止されていたが、コルヴェアだけは例外でCBS・テレビが最終生産車の短編番組を撮り、レポーターのマイク・パパス（Mike Pappas）は最後の6,000番車が生産ラインから出てくる模様をウィローラン工場で報じた。

### 日の目を見なかったコルヴェア

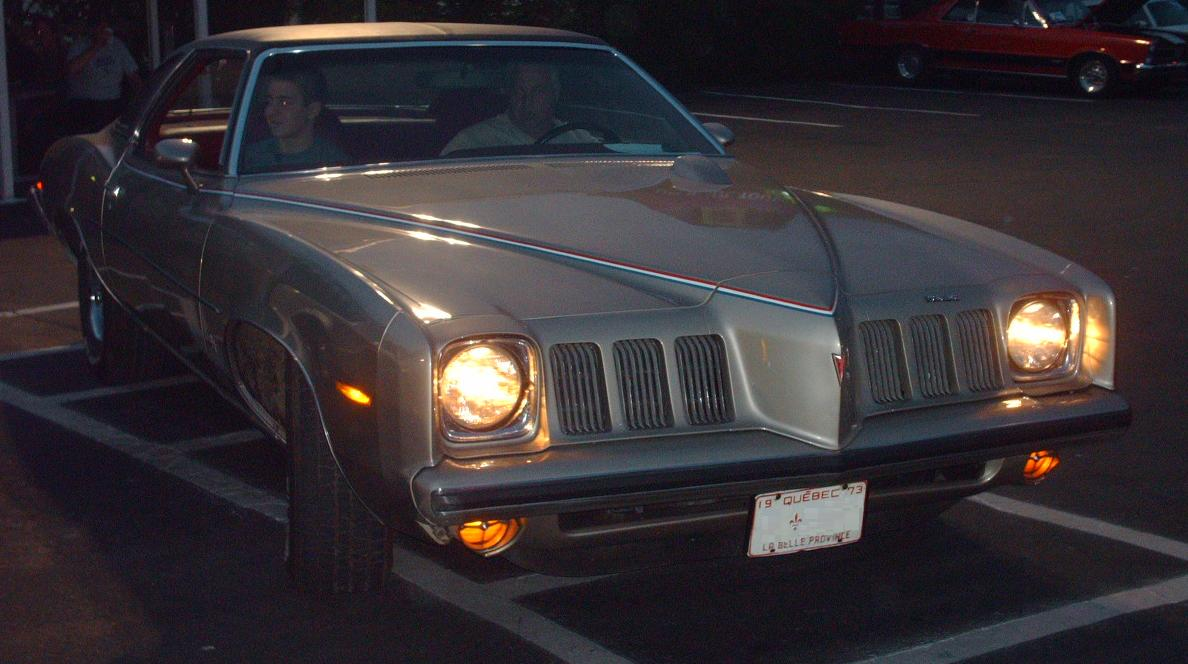
1973年モデルのポンティアック・グランダム

シボレーが提案した1970年モデル以降のコルヴェアは、本質的には1965-69年モデルに新しい外装パネルを持った車であった。日の目を見なかったコルヴェアの全体的な外観は、1973年モデルのGM製Aボディのインターミディエート車、特に1973年モデルのポンティアック・グランダム（Grand Am）に酷似していた。このコルヴェアは、ガラス面積の広い屋根から先細りの車体後部まで続く曲線に溢れるボディに固定式のクォーターウインドウを持ち、それまでのコルヴェアのプロポーションを受け継いだものであった。この開発計画は1968年初めに破棄されるまでに実物大のクレイモデル作成の段階を終了するところまで進んでいた。
GMでの興味深い開発に、1968年モデルのカマロやそれ以降のほぼ全てのシボレー車に搭載されたターボ・ハイドラマティック（Turbo Hydra-Matic）350トランスミッションがある。ターボ・ハイドラマティック400とは異なり、350はコルヴェアでも使用できる搭載方法を採用していた。1970年モデル以降のコルヴェアが製造されていたら、このトランスミッションがコルヴェアにも搭載できることが分かったであろう。

## 批判

### 操縦性

スイングアクスル式サスペンションの特性：
バンプでキャンバーが変化し、リバウンドでジャッキングが起こる。

フロントエンジン車に慣れ親しんだ一般ユーザーは、リアエンジン車の特性を考慮していなかった。スイングアクスル式サスペンションにより、高速旋回中に後輪のキャンバ角が大きく変化する操縦性は、メルセデス・ベンツやフォルクスワーゲンといった同様の後輪スイングアクスル式サスペンションを持つ当時の輸入車の多くと極めてよく似た特性であった。
初期のコルヴェアに適用されたある種のコスト削減、特にアンチロールバーが装着されていない1960 - 1963年式のコルヴェアの操縦性に対する批判は、全く根拠の無いものでもなかった。シボレーは元々、1960年モデルの前輪にアンチロールバーを追加することで、厳しい旋回での移動荷重（weight transfer）の大部分を前輪の外側のタイヤに負わせ、後輪のスリップ角の相当量を減らそうと考えていた。しかし、シボレーはタイヤ空気圧の設定だけでオーバーステア傾向を十分に補正できると判断し、量産車の前輪ではアンチロールバーを採用しなかった。シボレーはオーバーステアに対処するために、前輪に低く、後輪に高くという異なるタイヤ空気圧を推奨した。
初期型のコルヴェアは前輪のタイヤの空気圧を15 - 19 psi (100 - 130 kPa)と非常に低くすることで、生来のオーバーステア傾向を回避するように設計され、これにより後輪のスイングアクスル式サスペンションがオーバーステア挙動を示す前に、前輪がアンダーステア（後輪よりも早くスリップ角が増加する）の状態に入るようになっていた。この前輪タイヤの空気圧は、比較的幅広のタイヤ（6.50-13）と、非常に軽いコルヴェアの前輪荷重に対しては十分過ぎる値であった。しかし実際には、ユーザーも整備士も共にこの前後輪でタイヤ空気圧を変える必要性を知らなかったか、メーカーの示した値では前輪タイヤの空気圧が低すぎると考えたことで、一般的な値まで空気を充填してしまうことがしばしばあった。タイヤ空気圧の前後輪間差異が保たれていない場合、非常にシビアな旋回状況では、後輪のスリップ角が前輪のスリップ角を越えて高速域でのオーバーステアを引き起こした。
アンチロールバーは1962年モデルからオプション設定され、1964年モデルで標準装備となった。

ジャッキング（jacking）に関しては多くが語られているが、当時一般に使用されていたバイアスタイヤは、キャンバ角の変化には鈍感で、（ラジアルタイヤとは違い）旋回中にグリップ力を著しく失うことは無かった。「ネーダーはこの操縦性の問題の厳密性を間違いなく誇張していた」と後に米国運輸省道路交通安全局（NHTSA）の調査官は述べた。
コルヴェアに対するネーダーが挙げた証拠の一部にフォード社が制作したプローモーション映像があり、この中でフォード社のテストドライバーは、意図的に不安定に見えるようにコルヴェアを旋回させていた。
『カー・アンド・ドライバー』誌は、コルヴェアを運転するときにドライバーは走行性向の変化に対処する必要があること、特に後輪タイヤを適切な空気圧に保つ必要性があることを知らなかったことでネーダーを批判した。ネーダーが挙げた論点の中で、同様の車両レイアウトを持つポルシェ・911やフォルクスワーゲン・ビートルで問題とされる内容は一つも無かった。
1964年モデルでは、後輪のキャンバ角の変化を制限するために横置きのリーフスプリングが左右輪の間に渡され、コイルスプリングを柔らかくすることと合わせてより大きな荷重を受け持てるようにリアサスペンションが大幅改良された。
フルモデルチェンジした1965年モデルのコルヴェアは、同時期のコルベットに極めてよく似た完全独立懸架後輪サスペンションを備えた。再設計されたサスペンションは、どのような運転状況下でも一定のキャンバ角を提供する完全関節式ハーフアクスルを採用し、ロールセンターをそれまでのモデルの半分の高さにまで低めた。1965年モデルのコルヴェアは『モータートレンド』誌（Motor Trend）から「完全独立後輪サスペンションを持って路上を走る最初の米国製量産車」と言及された（コルベットは限定生産車と考えられていた）。しかし、この変更はシボレーが元の設計の問題点への指摘を受け入れた結果、と見る向きもあった。
自動車産業における最大の皮肉かもしれないが、ネーダーの消費者運動により生まれた連邦の官庁であるNHTSAは、1960 - 1963年モデルのコルヴェアの「名誉挽回」の報告書を出した。テキサスA&M大学により運営された1972年度の安全委員会報告書では、1960 - 1963年モデルのコルヴェアが過酷な状況下で同時期の他の車よりも制御を失う危険性が高いとは言えないと結論付けた。一方、元GMの重役であったジョン・デロリアンは著書『晴れた日にはGMが見える』（On a Clear Day You Can See General Motors、1979年）の中でネーダーの批判は根拠のあるものだと書いている。

### 空冷エンジン

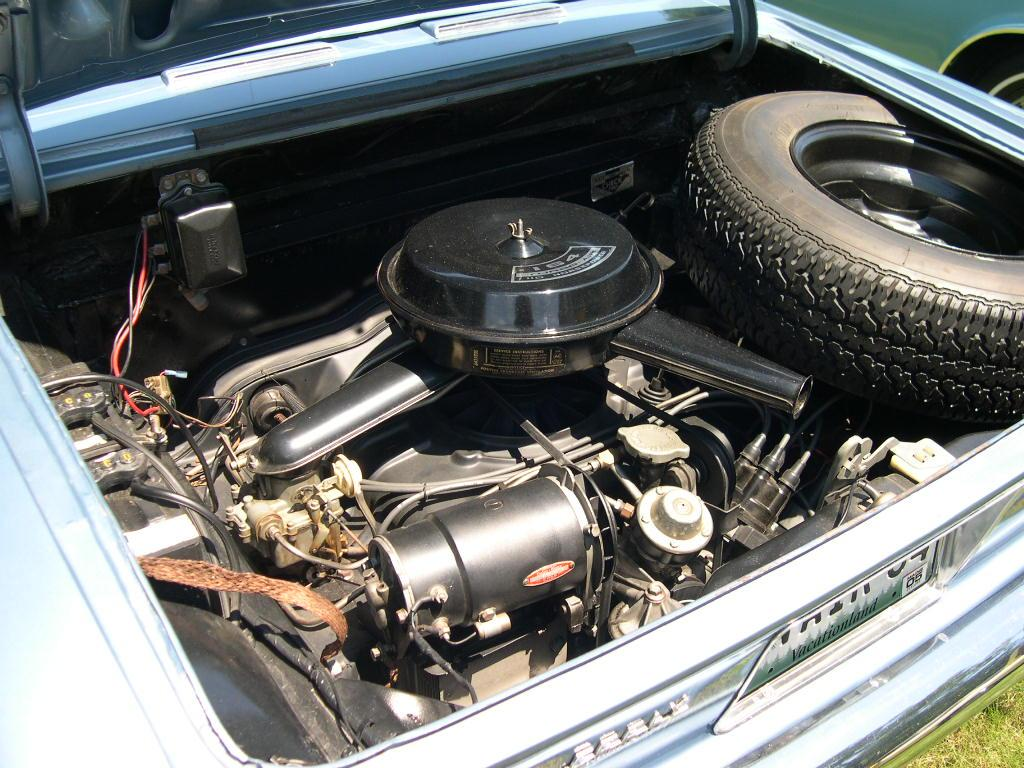
水平の冷却ファンとエンジン後部の横向きのジェネレーターをクランクシャフトから回転させるためプーリーにより90度曲げられたドライブベルト

米国車としてはユニークなコルヴェアのエンジンは、整備士にそれまでとは異なった知識を要求した。初期モデルで共通の問題は、アルミニウムと鉄の混成エンジンの異なる金属の熱膨張率の違いに起因するオイル漏れであった。シボレーはこの生来の問題に、コルヴェアの全生産期間を通じて取り組みかなりの成果を収めた。この問題はアルミ製ブロックとシリンダーヘッドに挿まれた鋳鉄製シリンダーが、左右のエンジンバンクでお互いを押し合いかなり拡大していくことを含んでいた。
オイル漏れの原因はプッシュロッド・チューブの先端に使われているOリングの材質に起因していた。このOリングはコルヴェアのエンジンの運転温度には耐えられないもので、数年するとOリングは硬化し脆くなりオイル漏れを誘発していた。このチューブでの漏れが起こるとオイルはシリンダーヘッドから高温の排気管の上に滴ってオイル焼けの臭気を発し、車体後部の空気排出口から青白い煙をたなびかせることになった。この問題は、1970年代にヴァイトン（Viton）社がプッシュロッド・チューブに密着して500度 Fの運転温度に耐えることのできるOリングを開発するまで続いた。
プッシュロッド・チューブからの慢性的なオイル漏れはGMの選択したプッシュロッド・チューブ用シールの材質に起因し、室内へ送られる暖気も汚すことになった。エンジンルームと車室の間にある幅6-in (152 mm) 長さ16 feet (5 m) のゴム製シールが新品同様の状態に保たれていないと、有害なガスが室内へ漏れ出してくるおそれがある。
暖房システムを通じて室内へ入る煙とガスは、エンジンの発する熱で直接空気を温めて室内用の暖気に利用する空冷エンジン車に付き物の問題であった。排気システムのガスケットが劣化すると、一酸化炭素やその他の有害ガスが室内に流入してくる可能性があった。ガスケットはヒーターボックス用吸気管の内部にあり、エンジンの冷却用空気はヒーターのスイッチが入れられると室内の暖房用にも使用された。
1960年モデルのコルヴェアは、フォルクスワーゲン車がディーラー・オプションの補助ヒーターとして設定していたエーベルスペッヒャー（Eberspächer）・ヒーターに似たGMハリソン・ディヴィジョン（GM Harrison division）の燃焼式ヒーターを標準ヒーターとして前方トランク内に備えていた。この装備は需要が低かったため1961年モデルでオプションとなり、1965年モデルで廃止された。空冷エンジン車の代表例であるフォルクスワーゲン・ビートルは、エンジン冷却用の空気とは隔絶した新鮮な空気を使用するより良い暖房システムを採用していたが、コルヴェアのシステムが排気との接触部を8箇所持つのに対し、ビートルではエンジン後部でマフラーに覆われた2つの熱交換器が一酸化炭素にさらされるだけであった。
レギュレーターが過充電を許容し、元々バッテリー用の放出口が設けられていなかったため室内空気が汚されるおそれもあった。エンジンルーム内に搭載されたバッテリーは過充電になると水素を放出する。シボレーはガスをバッテリーからエンジンルームの外へ排出する特製のバッテリーカバーとホースを装着したが、ユーザーにより取り外されてしまうことが多々あった。
車内の空気汚染の問題は、フォルクスワーゲン・ビートルやコルヴェアが市場に投入される10年はど前から、多くの米国の都市においてエンジンの排気ガスで温められた暖気を暖房用に利用する空冷エンジン車をタクシー用車両として使用することを禁じた規制にも表れており、空冷エンジン車に常に付きまとう問題である。
コルヴェアのエンジンの冷却ファンはエンジン上部に低く水平に置かれ、冷却空気を吹き下ろした。ファンとジェネレーターはエンジン後部のクランクシャフトに掛けられたベルトで駆動された。問題はベルトがプーリーにより2度90度曲げられ、横に捻られることであった。ベルトの負担が大きく、寿命が短くなる。

### ステアリング・コラム（1960 - 1965年モデル）
1965年のラルフ・ネーダーの著書ではステアリングコラムの設計にも批判が及んでいた。当時のほとんどの車と同様、コルヴェアのステアリングコラムは強固な材質であり、正面衝突事故に際してステアリングに打ち当たった運転者は串刺しになる可能性があった。コルヴェアのステアリングボックスは前部クロスメンバの先に装着される一方で、クロスメンバ自体はフレーム骨格の十分後ろに置かれていたが、ここは後に「クラッシャブル・ゾーン」（"crumple zone"）と呼ばれる部位であり、激しい正面衝突でステアリングコラムとハンドルが運転者の方へ押し出される可能性があった。
実際には運転者の胸部の損傷は、ステアリングコラムの突出によるものよりも、シートベルトの非装着に起因するものがほとんどであった。しかし、正面衝突時のステアリングコラム突出による負傷危険性の増加は、（当時の大部分の他車でリスクのあった）激しい衝突時に室内に飛び込んでくるおそれのあるエンジンやトランスミッションを車体前部に持たない、ということの代償以上のものであった。ネーダーの批判を認識したシボレーは、コルヴェア1965年モデルの後期になって折れ易いジョイント付きの2分割式ステアリングシャフトに変更、コルヴェアの生産終了に向けて1967年モデルに衝撃吸収式ステアリングコラムを装着した。

## 生産車ノート
| モデルイヤー | 生産台数     | ベース価格      | 注釈 |
| ------------ | ------------ | --------------- | --- |
| 1960年       | 25万3,268台  | 1,984-2,238 US$ | 導入時は500と700の4ドア・セダンのみ；500と700のクラブ・クーペが1960年1月に導入；95 hp (71 kW) の「スーパーターボ・エア」高性能エンジンのオプション、4速MT、燃焼式ヒーターがオプション、荷室内のスペアタイヤ、自動チョーク付きのモンツァ クラブ・クーペが1960年春に導入。導入直後の米国の鉄鋼産業のストライキの影響で販売が妨げられたことで新しい1960年モデルは品不足。モンツァは「細い」1-in 幅のホワイトウォールタイヤを履いた初のシボレー車となる。 |
| 1961年       | 33万7,371台  | 1,920-2,331 US$ | レイクウッド ステーションワゴン、グリーンブライア、コルヴァンとロードサイドとランプサイド ピックアップが追加；145 cu in エンジンとオプションの3速MT；1961年半ばでオプション設定された全天候型エアコンを装備しない車のスペアタイヤが後部エンジンルームへ移設。手動チョーク。初めて丸1年生産されたモンツァは販売面で成功を収め、後にコルヴェア モンツァがカバーしていない市場を侵食することになるファルコン スプリント後にマスタングをフォード社が開発する後押しをすることとなる。 |
| 1962年       | 33万6,005台  | 1,992-2,846 US$ | 1962年半ばにモンツァ コンバーチブルとターボチャージャー付きモンツァ スパイダーが追加。前輪のアンチロールバー付きのヘビーデューティ仕様のサスペンションがオプション、リアアクスル・リミット・ストラップ、ポジトラクション・デフ、新しいモンツァの全面を覆うホイールカバー、ケルジー・ヘイズ（Kelsey Hayes）のノックオフ式ワイヤーホイールといったものがオプション装備に追加。モンツァ ワゴンが挿入され500 ワゴンが廃止され、ワゴンから「レイクウッド」の名称が外される。コルヴェアとシェヴィーIIの生産数確保のため1962年半ばでステーションワゴンが廃止。 |
| 1963年       | 28万8,419台  | 1,982-2,798 US$ | 自動調節式ブレーキと細かなエンジンの改良（ベルトガイド、オイルクーラーの改善）、新しいモンツァの加飾、ロードサイド ピックアップが廃止。 |
| 1964年       | 21万4,483台  | 2,000-2,811 US$ | 164 cu in に拡大されたエンジン、横置きのリーフスプリングの追加とコイルスプリングの刷新で改良された後輪サスペンション、前輪のアンチロールバーが標準で追加、放熱フィン付き後輪ブレーキドラム、新しい全面を覆うホイールカバー。モンツァを販売の中心とするために新しいモンツァの加飾とホイールアーチの飾り、ランプサイド ピックアップの最後の年。 |
| 1965年       | 24万7,092台  | 2,066-2,665 US$ | デザインの一新、全く新規のフィッシャー部門製Z-ボディ、全モデルがハードトップ仕様、700シリーズは廃止、コルサ シリーズがモンツァ スパイダー シリーズを代替；年の半ばで1,528台を生産してグリーンブライアだ廃止；前輪と後輪の完全に設計しなおされた独立懸架、改善されたヒーターとエアコン、数々の細かなエンジンとシャーシの改良。年の半ばで約25%スプリングレートを高めた特性スプリング、特性ショックアブソーバー、ギヤ比16:1 のステアリングボックスと特性ステアリングアームを含むZ17「ステアリングとサスペンション」オプションを導入。新たなオプションは140 hp (100 kW) エンジン、伸縮式ステアリングコラム、AM/FM、FM ステレオ、粉塵制御用のエンジンシュラウドのヘビーデューティ仕様オイルバス・エアクリーナーの前洗浄機能。車体前面のシボレーのエンブレムは赤に塗装。 |
| 1966年       | 10万9,880台  | 2,083-2,682 US$ | 3速と4速のシンクロメッシュMTの改善；コルサ シリーズの最終年、カナダのオシャワでの生産最終年。1965年遅くの改良でステアリングシャフトにUジョイントの追加と衝突によるステアリングコラムの突出の危険を減らすために床部の補強。5/8-in の細いホワイトリボン入りタイヤが7.00-13 から 6.50-13 へサイズを拡大。新しい「スポーク」スタイルのホイールカバーが全車に。車体前面のシボレーのエンブレムが青色へ（生産終了までこの色のまま）。ヘッドレスト、ショルダーベルト、4スピーカーのデルコ製FMステレオ・マルチプレックス、後部の電動アンテナ、マグ・スタイル（N96）ホイールカバーが新しくオプションに加わる。 |
| 1967年       | 2万7,253台   | 2,128-2,540 US$ | 4ドア・ハードトップ セダンの最終年、GMエナジーアブソービング・ステアリングコラム、強化ドアヒンジの導入、導入当初には110 hp (82 kW) エンジンはオプションのみ、結局140 hp (100 kW) 版はCOPO 9551"B"の限定生産車として本社受注分のみ。新しい「セーフティ」パワーグライド用シフトノブ、ショルダーベルト用取り付けポイントを追加。500には新しいデザインのスタンダード・ハブキャップ。テールライトのレンズ内側のクロームリングが幅広に。速度警告、デルコ・ステレオテープ・システムがオプションに追加。 |
| 1968年       | 1万5,399台   | 2,243-2,626 US$ | 全てのモデルにエアインジェクション・リアクターが標準装備に、140 hp (100 kW) エンジンが通常生産モデルのオプションとして再設定、全天候エアコンのオプションが廃止、マルチプレックス・ステレオのオプションが廃止；気化燃料のリターンパイプとイギニッションキー警報ブザーが新しく標準装備に。1968年1月1日以降は前席ショルダーベルトが標準に、後席分は全モデルにオプションで設定。サイドマーカーランプ（前は橙電球に透明レンズ、後は赤レンズ）が全モデルのフェンダーに追加。ダッシュボード中央部の詰め物が新しく、ダッシュボード上辺の詰め物が厚く、モンツァのハンドルのスポークがアルミ磨き出しに（クロームから変更）。 |
| 1969年       | 6,000台      | 2,528-2,641 US$ | 1969年5月まで生産された最後のモデルイヤー。6,000台のコルヴェアの内521台がモンツァ・コンバーチブル；マイナーチェンジ；MT車でクラッチケーブルの設計を変更、新しいヘッドレストが付いた幅広のバケットシート、拡大されたバックミラー、前輪のブレーキホースの改良。前部マーカーランプが橙レンズに透明電球へ（'68年モデルと反対）。140 hp (100 kW) エンジン、F41「特製サスペンション」、N44「クイックレシオ・ステアリングギアボックス」。ポジトラクション・デフと伸縮式ステアリングコラムはオプションに残される。内装の窓用ノブが透明色に。豪華版のハンドルがオプションから廃止。最後の数ヶ月で生産された車は工場内の生産ラインから外れた特別の区画でハンドビルトで組み立てられる。                                                                                       |
| 合計         | 183万5,170台 |                 | |

## コンセプトカー

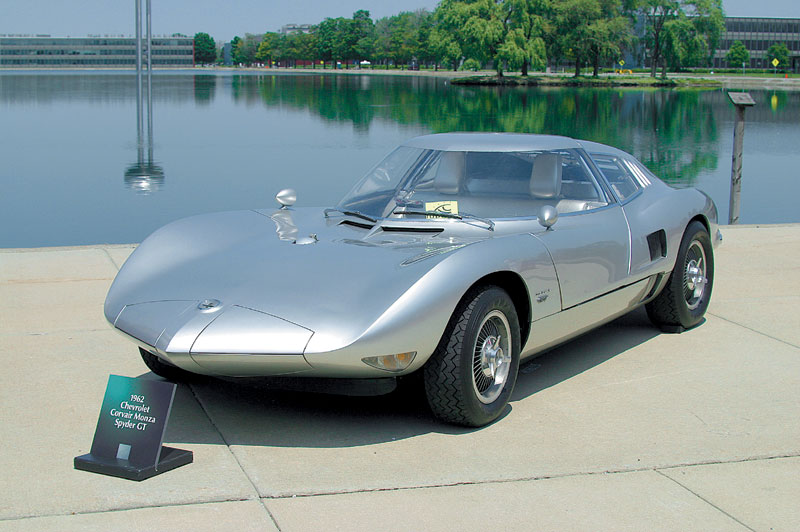
コルヴェア モンツァ GT

コルヴェアは、コルヴェア SS、モンツァGT（Monza GT）、モンツァSS、アストロ IIIや2台のピニンファリーナ製「コルヴェア・スペチアーレ」ショーカーといった数多くの革新的なコンセプトカーの母体となった。
シボレー・コルヴェア モンツァGT クーペはモンツァSS（スパイダー）と共に1963年初めに披露興行に出展され、ニューヨーク国際オートショーで公開展示された。両者共にコルヴェアの駆動機構を基にしていたが、双方ともコルヴェアの設計を適用した未来の車の姿を見せていた。SSスパイダーはエンジン（4連装キャブレター付き）をオリジナルのままトランスアクスルの後方に置き、短い（88 in：2,235 mm）ホイールベースを実現していた。SSは非常に量産車に近い存在であったが、両車ともコンセプトカーで終わった。モンツァGTはデトロイトにあるGMのヘリテージ・センターに収蔵されている。

## レースとコルヴェアの改造車
多くのスポーツカー愛好家は、エンジン出力的には有利なムスタングのような車よりもコルヴェア（特に1965年モデル以降）に興味を持った。

### イェンコ・スティンガー

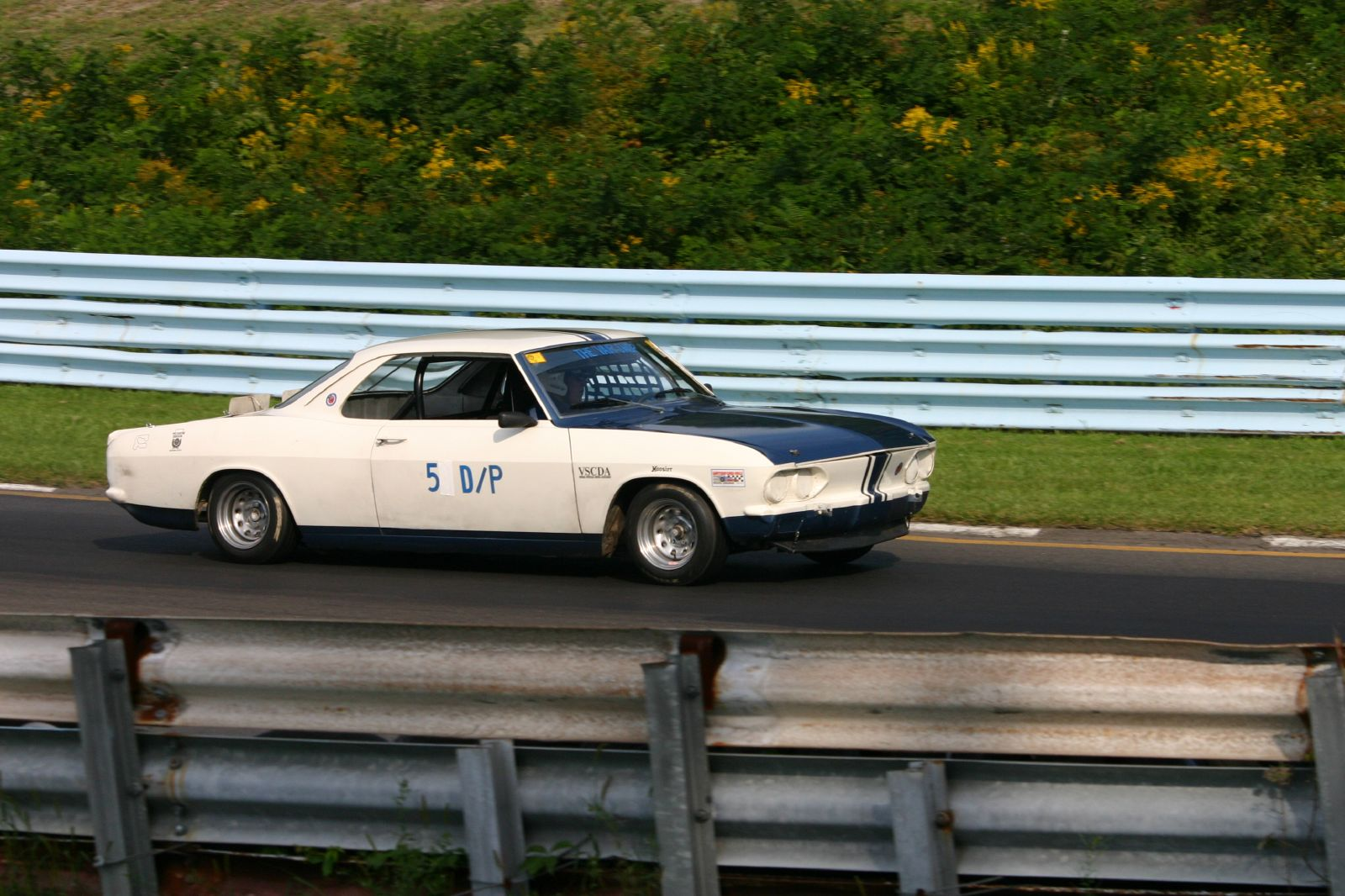
ワトキンズ・グレン・インターナショナルのヴィンテージレースでの1965年イェンコ・スティンガー

コルベットでレース活動を行っていたドン・イェンコ（Don Yenko）はムスタングで参入して来たキャロル・シェルビーを前に勝利を収めることができなくなっており、そこで最初1966年モデルのコルヴェアを改造してレースに出場することに決めた。標準仕様のコルヴェアはSCCAのどのカテゴリーにも該当しなかったのでイェンコは4連装キャブレターのコルサから後席を取り外して「スポーツカー」仕様にしなければならず、この改造の過程で様々な性能向上策を盛り込んだ。SCCAは量産車レース用の車両の認定には100台の生産を要求しており、イェンコは1965年の1カ月間で100台のスティンガー（Stinger）を生産した。当時SCCAが米国車に要求していた通りに全車共に白塗装であったが、ある車はスポイラー付きのグラスファイバー製エンジンリッドを備え、別の車はそれが付いていない、ある車は160、190、220や240 hp (119、142、164や179 kW) に出力を増強されたエンジンを備えるといったように個々の車ではかなりの差異があった。全ての車にはシボレーの工場で強化型サスペンション、4速MT、鋭敏なステアリングギア、ポジトラクション・デフ（positraction differential ギア比3.89の50とシボレーが3.89に落とすと3.55の50）と二重化されたブレーキのマスターシリンダー（これがシボレーによる最初の装着例、翌年から標準仕様の装備となる）が取り付けられていた。スティンガーは、レース仕様で非常に敏捷なトライアンフ・TR4が出走していた量産車Dクラスに参戦し、1966年1月の最初のレースで1秒遅れの2位に入ることができた。1966年シーズンの終了時点でジェリー・トンプソン（Jerry Thompson）は中央地区大会（the Central Division Championship）で勝利を収め、1966年度の全国で5位を獲得した。コルベットでレースに出場し、かなりの成功を収めたディック・トンプソン（Dick Thompson）は北東地区大会（the Northeast Division Championship）で勝利を収め、ジム・スペンサー（Jim Spencer）は中央地区大会でディノ・ミラーニ（Dino Milani）と共に1位と2位を獲得した。
翌年にシボレーはコルサ・シリーズを廃止しモンツァ・シリーズには当初標準仕様で4連装キャブレター付きモデルを用意しなかったが、結局はこのエンジンをギヤ比3.89のデフと共に特別高性能オプションとして設定した。モンツァの計器盤には回転計とシリンダーヘッド温度計が付いていなかったがこれは別途備えられた。他方でSCCAは車両の色に関する規則を緩和し、赤か青の塗装も認められた。1967年モデルのスティンガーは僅か14台しか生産されなかったと信じられているが、米国西海岸でスティンガーを販売していたダナ・シボレー（Dana Chevrolet）がスティンガー仕様の類似の車を別に3台発注した。この車はイェンコの許可を貰ってカリフォルニア州環境規制（California emissions laws）に合致するようにエア・インジェクション装置が取り付けられていた。合計185台のスティンガーが製造されたとされ、最後のYS-9700は1969 - 70年のタイヤ試験用車両としてグッドイヤー社に納入された。コメディアン/テレビスターで自動車愛好家のティム・アレンは2009年6月頃に売却するまで#YS-043のイェンコ・スティンガーを所有し、レースに出ていた。

### フィッチ・スプリント
ヴェテランのレーサーであるジョン・フィッチ（John Fitch）は、その操縦性からレース場専用車両のベースとしてコルヴェアに特に興味を持った。基本的なスプリント・レース仕様ではエンジンが僅かに改良され出力155 hp (116 kW) になっただけであったが、改良型のショックアブソーバーとスプリング、ホイール・アライメントの調整、クイックなステアリングギア、軽合金製ホイール、焼結ブレーキパッド、標準で木製リムのハンドル（9.95 USドルの追い金で革巻き）とその他の細々した改造を施した車が、遥かに高価なヨーロッパ製スポーツカーに肉迫した競争力を見せた。スポイラーのようなボディ関連のオプション品も取り付けられたが、外観上で最も目立つオプションはC-ピラーと屋根の後半分にグラスファイバー製の覆いを付け、車を「走る中空屋根」（"flying buttress"）に見せる「ヴェントップ」（"Ventop"）であった。
フィッチは、外観としてはコルベットを基にした「メイコ・シャーク」（Mako Shark）の小型版を思い起こさせるコルヴェアを基にした2座スポーツカーの「フィッチ・フェニックス」（Fitch Phoenix）の設計と試作を続けた。鋼製ボディであるにもかかわらず総重量1,950 lbp (885 kg) に175 hp (130 kW) のウェーバー製キャブレターを装着して改造したコルヴェアのエンジンを搭載したこの車は8,760 USドルで強烈な性能を発揮した。不幸なことに1966年の交通安全法（Traffic Safety Act of 1966）は小規模での自動車生産に制限を課し、これに続きシボレーはコルヴェアの生産中止を決定したことでフィッチの計画は完全に終止符が打たれた。しかし、フィッチは試作車を手元に残しており、時折カーショーでこれを披露している。この車の姿をドキュメンタリー映画『黄昏の中のガルウイング：ジョン・フィッチのボンネヴィル走破』（Gullwing at Twilight: The Bonneville Ride of John Fitch）の中で垣間見ることが出来るかもしれない。
コルヴェアが初めて姿を現してから多種の高性能装備や改造キットが販売された。

### V8 コルヴェア
究極のコルヴェアの改造はエンジンをV8に換装することであった。これはやる気を挫くかもしれないが2つのことを行うことで実現できる。
1. コルヴェアのエンジンはその他の多くのエンジンとは逆方向に回ることから、V8エンジンを後部座席の位置に搭載し（コルヴェアの元の搭載位置にV8エンジンの重量が加わると改造無しの純正サスペンションでは酷くお粗末な操縦性になる）、特製のクラッチギヤとインプットシャフトを介してトランスミッションの前部に結合すると、前進4速後退1速の通常の走行が出来る。
2. V8エンジンのトルクを受け止める容量を持つサギノウ製ギヤを使用する1966年モデルで変更されたマニュアルトランスミッションに換装する。

車体前部の元トランクの中はラジエターに占拠されるが、元のエンジンルームが荷物の収納用に活用できる。シボレーのスモールブロックV8エンジンをコルヴェアに取り付けるコンプリート・キットがクラウン・マニュファクチャリング社（Crown Manufacturing）で製作されており、600 USドルで入手できる。これでスモールブロックV8エンジン搭載のコルベットの3,700 lbp (1680 kg) に対し2,750 lbp (1250 kg) の重量でほぼ同じ設計の後輪独立懸架サスペンションを装着した車が完成する。350 hp (261 kW) のコルベット用エンジンを搭載したクラウン・マニュファクチャリング社の試作車は、1/4 ml (402 m) を12.22秒と到達速度105 mph (169 km/h) で走った。この改造の利点は、ミッドシップ配置により路上での最善な操縦性が提供され、エンジンを前に搭載した車のように「スリックタイヤ」を履かずとも素晴らしいドラッグストリップ（drag strip）のトラクション性能が得られ、当時のFXファニーカー（funny car）のようにホイールベースを自在に改造できた。数台のコルヴェアがシボレー製ビッグブロック・エンジンを搭載できるように改造されたが、大きくなったエンジンの大きさは改造作業をかなり困難なものとし、性能は高かったが信頼性には欠けていた。
300台のイェンコ・コルヴェアの中の1台YS99がV8エンジン搭載のCORV8に改造された。この車も大幅に改造を加えられて逆回転のシボレー製スモールブロックV8エンジンを水平対向6気筒エンジンと同じ位置に搭載していた。

### エシェルマン・ゴールデンイーグル
最初のエシェルマン・ゴールデンイーグルは、ボルチモアのエシェルマン自動車（Eshelman Motors Corporation）により通常の1960年代半ばのシボレー・コルヴェアに特製エンブレムやその他のオーナメント化粧直しをされた車として中古車ディーラーを通じて販売された。
1967年にこの車は同時期のシボレー車をベースとしたエシェルマン・ゴールデンイーグル セーフティカーと呼ばれるようになったが、ゴールデンイーグルはスペアタイヤを前部バンパーに内蔵して特許を取得した15 mph (24 km/h) の衝突に耐える「クラッシュ・アブソーバー」（"crash absorber"）を標準で装備していた。この車は「自分と愛する人の命に特別の価値を見出す人のために設計された。」と宣伝された。ハウツデール（Houtzdale）にあったキスラック・カーセールス社（Kislack Kar Sales）やナイアガラフォールズのプラザ・モーターズ社（Plaza Motors）等がゴールデンイーグルの販売会社として知られているが、正確な販売台数は不明。

### 科学特捜隊専用車
ウルトラシリーズの円谷一監督の愛車、シボレー・コルヴェア・セダンに、科学特捜隊のステッカーを貼ったもの。

## デューンバギーと航空機
コルヴェアの水平対向6気筒エンジンは、フォルクスワーゲン製空冷エンジン（Volkswagen air cooled engine）の代わりにデューンバギー（dune buggy）やその他のオフロード・レースカーに搭載されるものとして人気のエンジンであった。コルヴェアのエンジンには小型航空機に搭載されたものもあった。

## ギャラリー

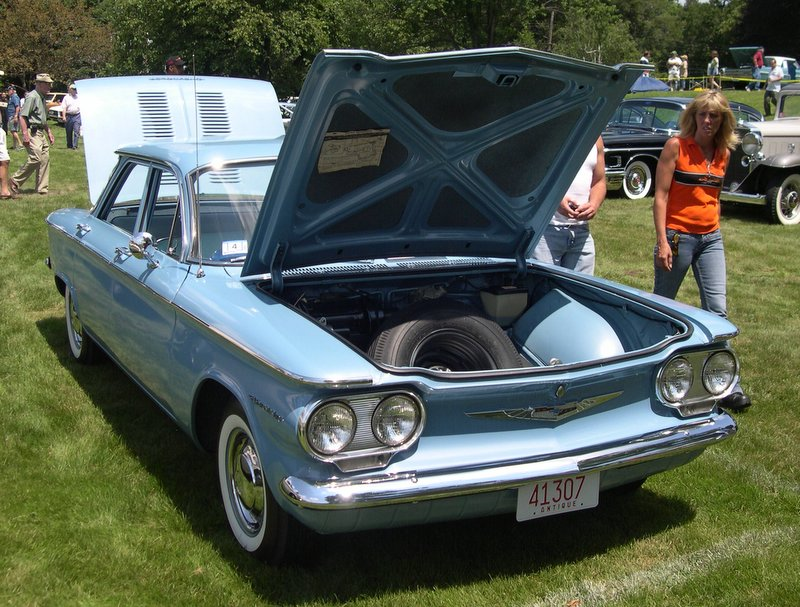
1960年モデル コルヴェア 700 4-ドア・セダン
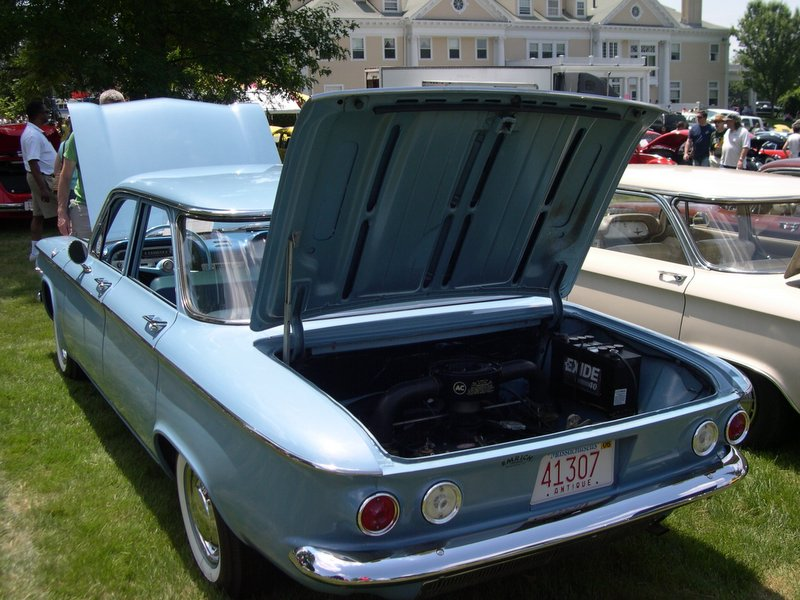
1960年モデル コルヴェア 700 4-ドア・セダン
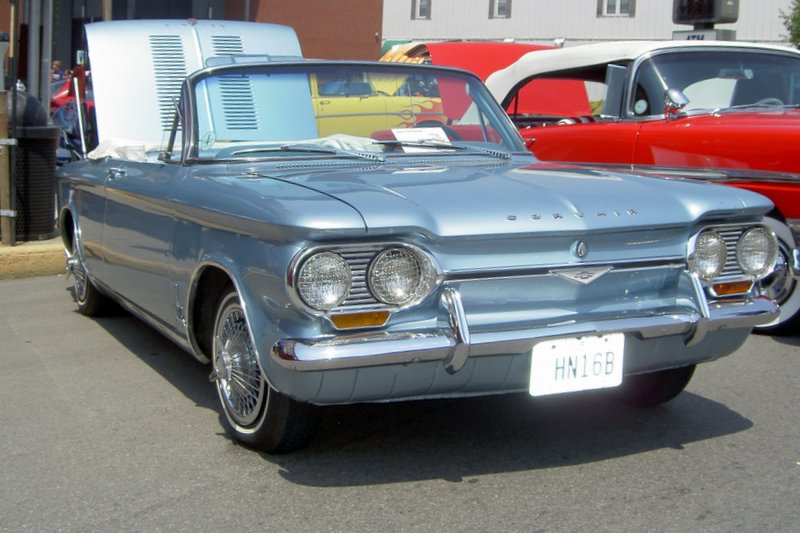
1962年モデル コルヴェア モンツァ・スパイダー コンバーチブル
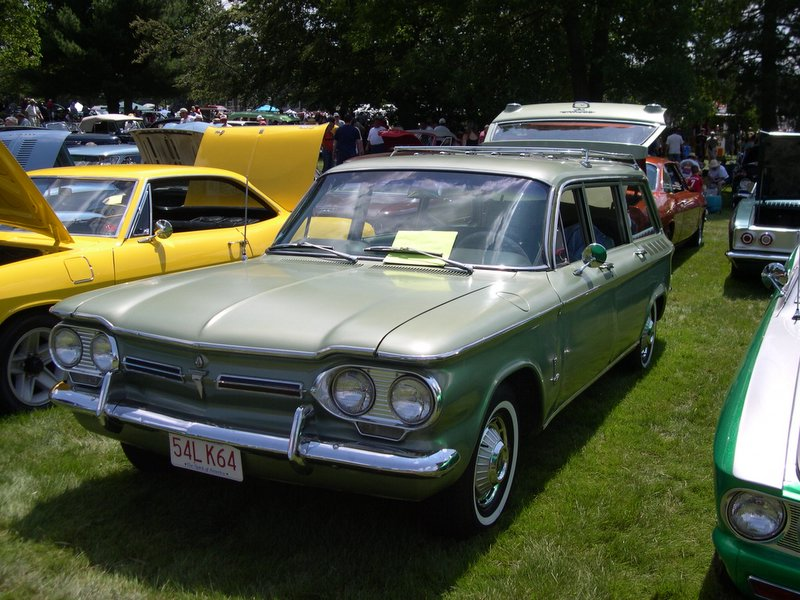
1962年モデル レイクウッド ステーションワゴン
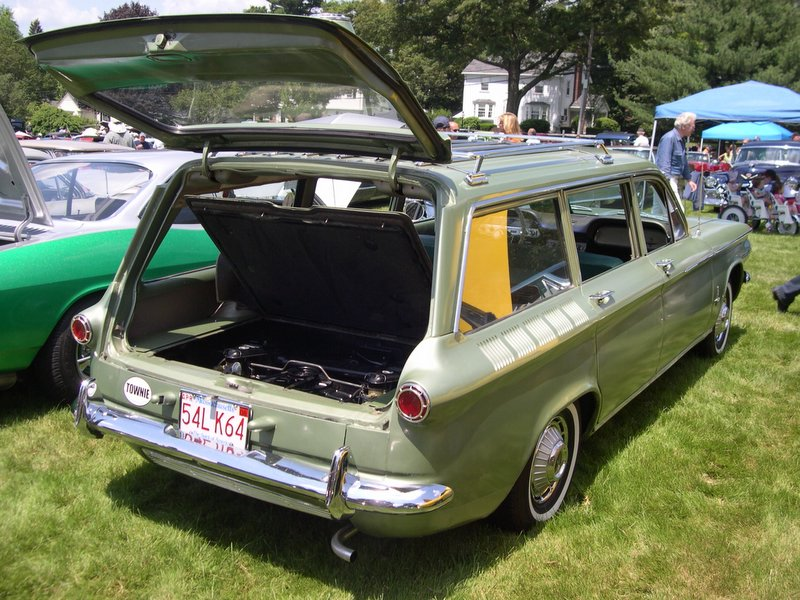
1962年モデル レイクウッド ステーションワゴン
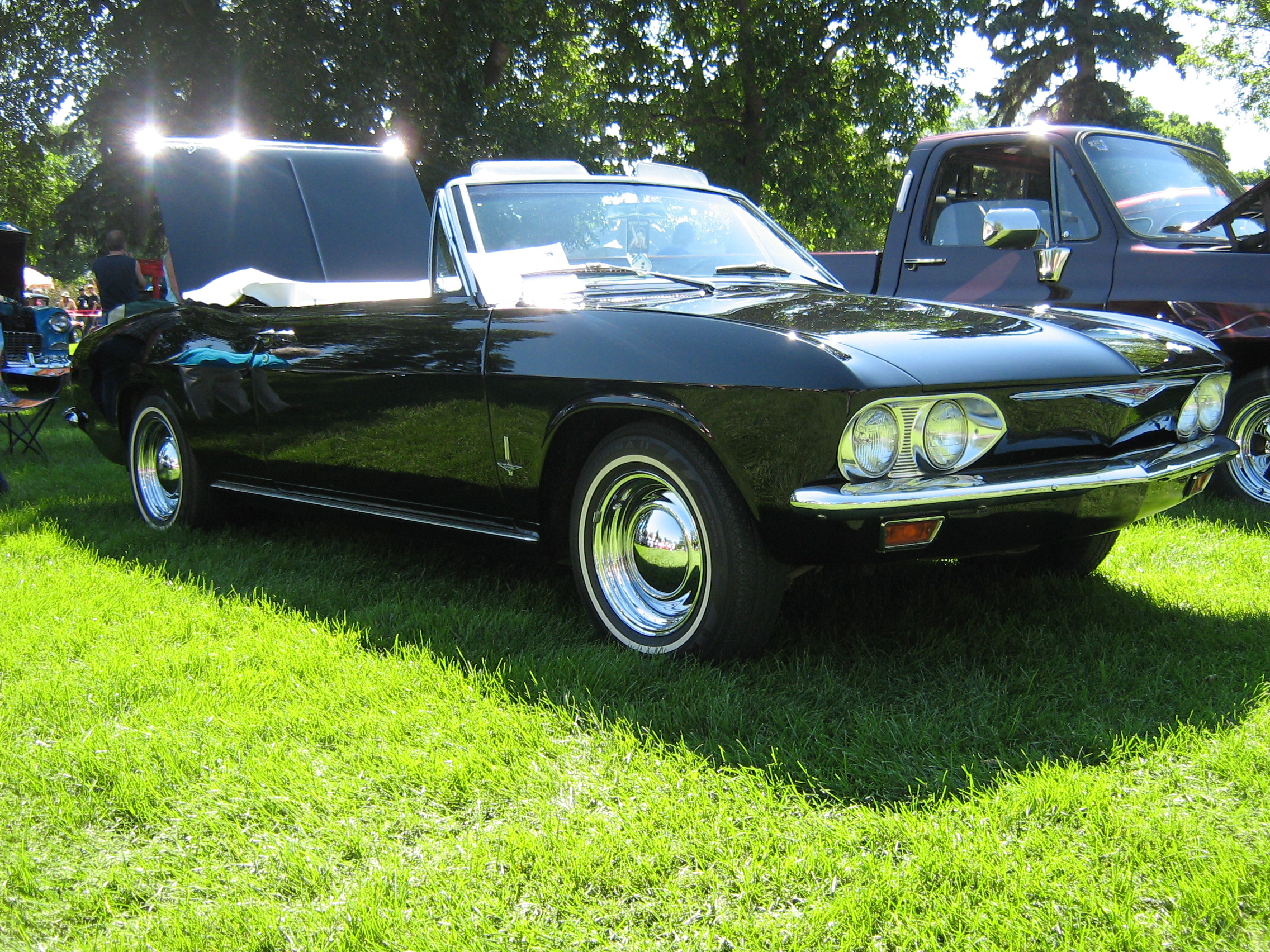
1965年 コルヴェア モンツァ コンバーチブル
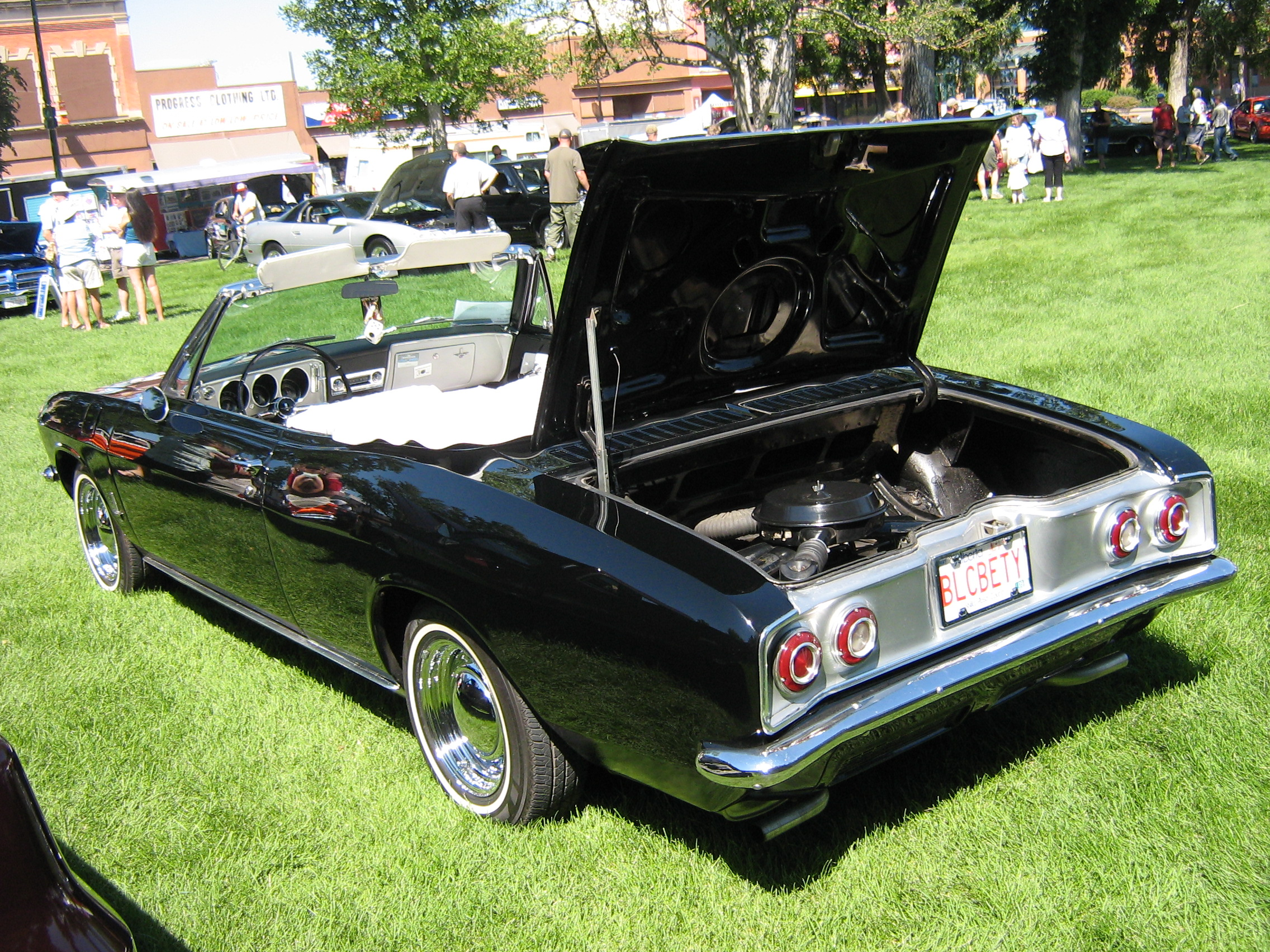
1965年 コルヴェア モンツァ コンバーチブル

## 書籍
- Cheetham, Craig. The World's Worst Cars : From Pioneering Failures to Multimillion Dollar Disasters. New York: Barnes & Noble, 2005. ISBN 0-7607-6743-2.
- Shattuck, Dennis, ed. Corvair- A complete Guide (A Car Life Special Edition). Chicago: Bond Publishing Company, 1963.